# Liste des châteaux liés à la maison de La Rochefoucauld
 (janvier 2023).
Si vous disposez d'ouvrages ou d'articles de référence ou si vous connaissez des sites web de qualité traitant du thème abordé ici, merci de compléter l'article en donnant les références utiles à sa vérifiabilité et en les liant à la section « Notes et références ».
Cet article est une liste de châteaux, principalement français, liés historiquement à la famille de La Rochefoucauld.
- Château d'Armainvilliers, à Tournan-en-Brie (Seine-et-Marne)
- Château de Barbezieux, à Barbezieux-Saint-Hilaire (Charente), construit sur l'ordre de Marguerite de La Rochefoucauld, dame de Barbezieux et de Montendre[1].
- Château de Beaumont, à Montmirail (Marne)
- Château de Bisaccia (Castello di Bisaccia), Campanie (Italie)
- Château de Blanzac (Charente)
- Château de Bayers, à Bayers (Charente)
- Château de Boislivière, à Apremont (Vendée)
- Château de Bonnétable, à Bonnétable (Sarthe)
- Château de Challain-la-Potherie, Challain-la-Potherie (Maine-et-Loire)[2]
- Château de Combreux, à Combreux (Loiret) - Ducs d'Estissac
- Château de Crèvecoeur le Grand (Oise)
- Château de Doudeauville, à Doudeauville (Pas-de-Calais)
- Château de Douy, à Châtres-sur-Cher (Loir-et-Cher)[3]
- Château d'Ermenonville, à Ermenonville (Oise)
- Château d'Esclimont à Saint-Symphorien-le-Château (Eure-et-Loir)
- Château d'Estissac, (Aube)
- Château de Fresnay à Plessé, (Loire-Atlantique), comtesse Victoire de La Rochefoucauld-Bayers
- Château de Fréteval, Fréteval (Loir-et-Cher)
- Château de Granges-Maillot, Levier (Doubs)
- Château de la Barre à Château-sur-Allier (Allier)
- Château de La Barre à  Saint-Laurent-du-Mottay (Maine-et-Loire), marquis Raoul Gustave de La Rochefoucauld-Bayers
- Château de la Bergerie, Saint-Hippolyte (Charente-Maritime)
- Château de La Gaudinière à La Ville-aux-Clercs (Loir-et-Cher)
- Château de la Lande à Saulzais-le-Potier (Cher)[4]
- Château de La Roche-Guyon, La Roche-Guyon (Val-d'Oise)[5]
- Château de La Rochefoucauld, La Rochefoucauld (Charente)
- Château de La Villaumaire, à Huismes (Indre et Loire)
- Château de Liancourt (Oise)
- Château de Lignières, à Lignières (Cher)
- Château de Maignelay (Oise)
- Château de Marthon (Charente)
- Château de Mauny (Seine-Maritime)
- Château de Montbel à Pellevoisin (Indre)
- Château du Mée à Pellevoisin (Indre)
- Château de l’Ormeteau à Reuilly (Indre)
- Château de Palluau à Palluau-Sur-Indre (Indre)
- Château de Pont-Chevron à Ouzouer-sur-Trézée (Loiret)
- Château de Montendre, à Montendre (Charente-Maritime)
- Château de Montmirail, à Montmirail (Marne)[6]
- Château de Morville (Manche)
- Château d'Onzain (Loir-et-Cher)
- Château des Planches, à La Garnache (Vendée)
- Château de Randan, à Randan (Puy-de-Dôme)
- Château de Rochefort-en-Yvelines, Rochefort-en-Yvelines (Yvelines)
- Château de Rochegonde, à Neuvéglise (Cantal)
- Château de Rocheplatte, à Aulnay-la-Rivière (Loiret)
- Château de Soucelles, à Soucelles (Maine-et-Loire)
- Château de Surgères, à Surgères (Charente-Maritime)
- Château de la Tour, à Rivarennes (Indre)
- Château de Vaugien, à Saint-Rémy-les-Chevreuse (Yvelines)
- Château de Versainville, Versainville (Calvados)[7]
- Château de Verteuil, à Verteuil-sur-Charente (Charente)[8] - Prince de La Rochefoucauld
- Château de Villeneuve-Saint-Germain, à Villeneuve-Saint-Germain (Aisne)